# La Jolla
La Jolla (pronuncia inglese [ləˈhɔɪə]) è una località turistica degli Stati Uniti d'America, situata nella contea di San Diego, nella California meridionale. È conosciuta per la bellezza delle spiagge e per il clima mite: la temperatura media è di 21,4 °C. Ci sono varie ipotesi sull'origine del nome, ma una delle più accreditate è che derivi dallo spagnolo "la joya": in italiano "il gioiello". Alla città è stato attribuito anche il soprannome di "Jewel City", che in passato era comunemente usato, ma ora esiste soprattutto nei riferimenti commerciali.
Nel 2004 la popolazione, calcolata in base al codice postale 92037, ammontava a circa 42 808 abitanti, nel 2010 la popolazione stimata era di 46 781 abitanti.
L'Università della California, San Diego (UCSD) ha sede a La Jolla, così come molti altri prestigiosi centri di ricerca. La Jolla è inoltre sede di una serie d'imprese nei settori degli immobili, ristoranti, software, finanza, medicina, bio-ingegneria.

## Territorio
La Jolla è situata 64 km a sud del confine con la contea di Orange e si trova alla periferia settentrionale di San Diego, a circa 19 km dalla città. La Jolla è circondata su tre lati dall'Oceano Pacifico e si estende per 11 km sul litorale. La costa è intervallata da canyon, scogliere e rilievi collinari che culminano nel Mount Soledad; è presente inoltre uno spettacolare canyon sottomarino.

Nonostante la vicinanza con il grande centro di San Diego, La Jolla mantiene la sua autonomia sia amministrativa che logistica. Grazie ad una clientela d'èlite, conta numerose boutique, alberghi e ristoranti che si affacciano su Prospect Street.

## Mount Soledad

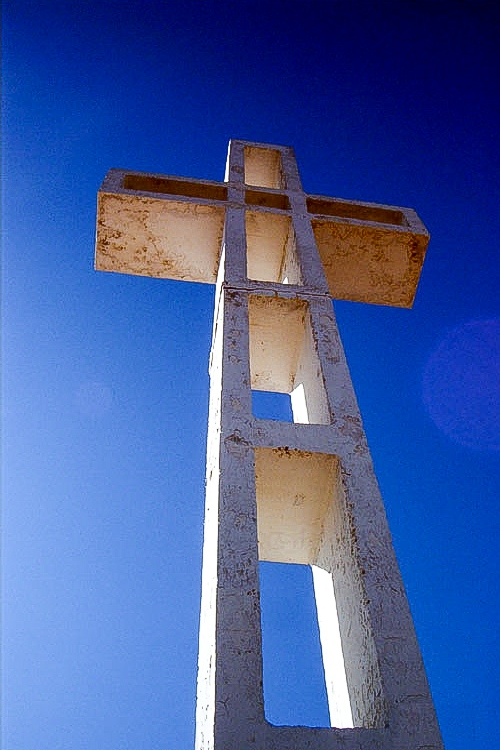
La Croce cristiana del Mount Soledad.

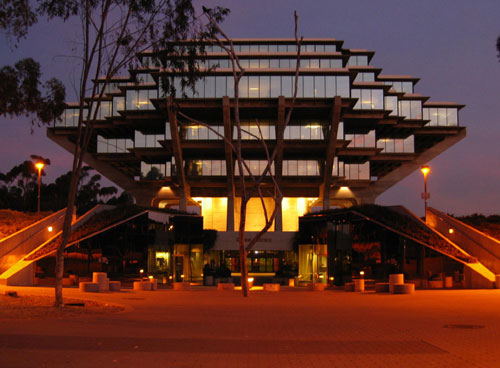
La biblioteca dell'UCSD

Mount Soledad è una collina (alta 251 m) sul bordo orientale di La Jolla, uno dei punti più alti di San Diego. Sulle pendici ci sono stretti tornanti e centinaia di case che si affacciano sull'oceano. Sulla cima del monte è situata La Mount Soledad Cross, una croce di calcestruzzo alta circa 9 metri, costruita nel 1954. Intorno alla croce venne costruito un memoriale per la guerra di Corea, per cui la croce fu ribattezzata "Mount Soledad Veterans War Memorial".
La croce è stata al centro di una polemica riguardante l'esposizione di simboli religiosi su suolo pubblico: negli anni 1980 venne contestata per l'incostituzionalità di un simbolo cristiano esplicito. Per risolvere la questione, la città cercò di vendere o donare il suolo su cui era presente la croce. Nel 2006 il Congresso votò una legge che rese il Governo Federale proprietario del territorio contestato. Nel 2011 la Corte d'Appello degli Stati Uniti dichiarò la croce incostituzionale, e la Corte Suprema degli Stati Uniti rifiutò in seguito di avocare il caso. Tuttavia, la decisione della Corte d'Appello fu oggetto di altri ricorsi, e non fu mai attuata. Infatti, nel 2015, il terreno su cui sorge la croce fu venduto dal dipartimento della Difesa statunitense a un'associazione privata, chiamata "Mount Soledad Memorial Association", per 1,4 milioni di dollari. Questo rese la croce un'opera su suolo privato e quindi non soggetta alle leggi sulla neutralità religiosa dello Stato.

## Istruzione

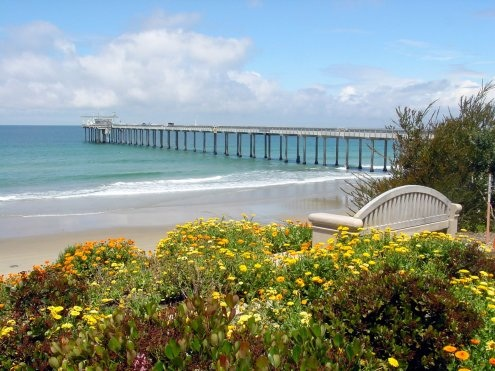
Molo dello Scripps Institution of Oceanography

La Jolla è sede dell'Università della California di San Diego (UCSD). È anche sede di diversi prestigiosi centri di ricerca, soprattutto in campo biomedico, tra i quali vi sono diverse collaborazioni scientifiche. Tra questi troviamo lo Scripps Research Institute (TSRI), lo Scripps Institution of Oceanography, il Salk Institute for Biological Studies di Jonas Salk, il Sanford Burnham Prebys Medical Discovery Institute, il La Jolla Institute for Allergy & Immunology ed il Venter Institute.
Una delle istituzioni più recenti è il Sanford Consortium for Regenerative Medicine, aperto nel 2012, nel quale scienziati molto rinomati a livello mondiale, affiliati all'UCSD e agli altri istituti, compiono ricerche sulle cellule staminali. Diversi premi Nobel, soprattutto nel campo della medicina, della biologia e della chimica hanno vissuto e lavorato a La Jolla. Numerose start-up e aziende di biotecnologia hanno la propria sede a La Jolla. Tra i residenti di La Jolla, c'è inoltre il candidato repubblicano alle elezioni presidenziali del 2012, Mitt Romney.

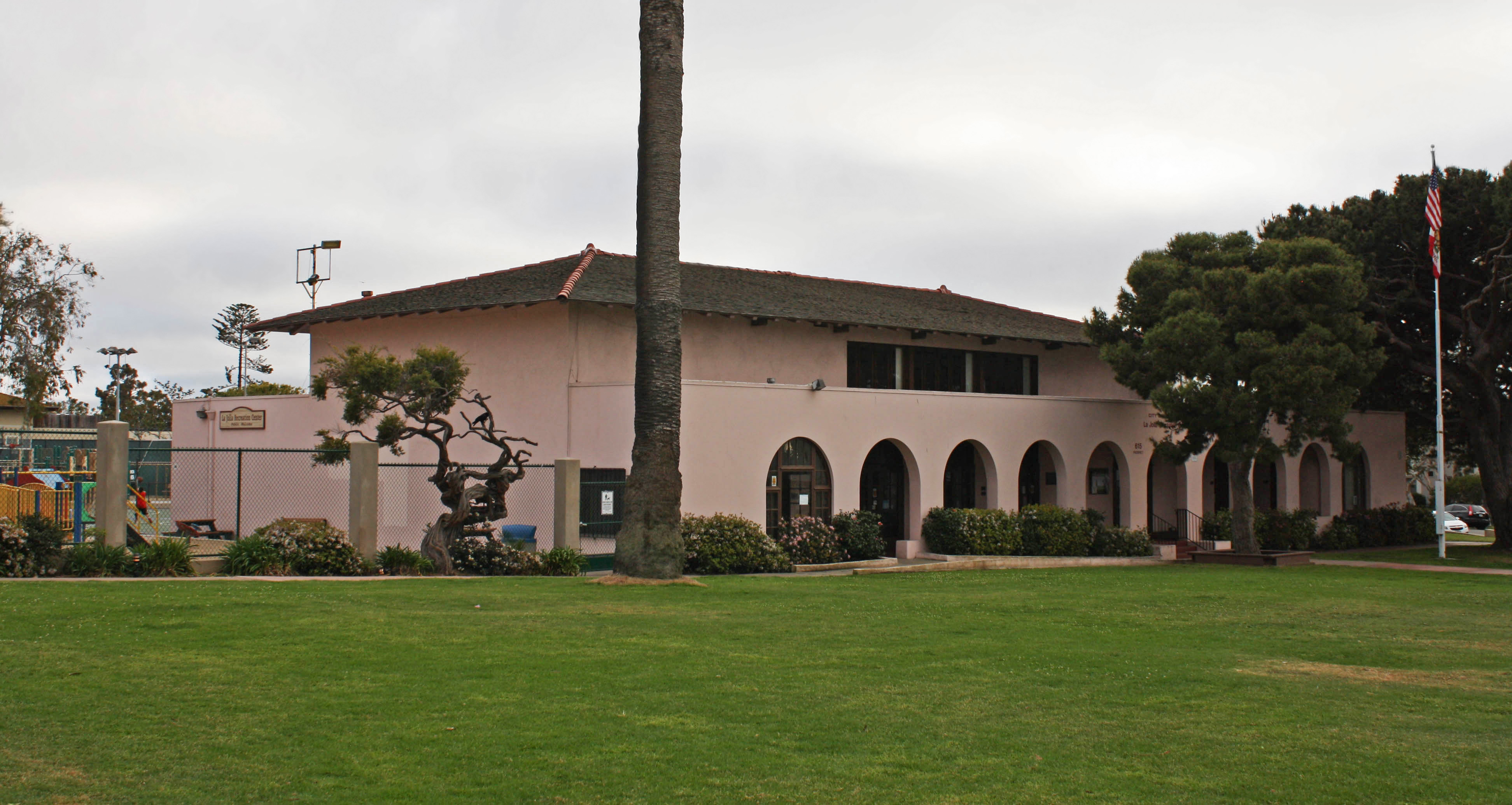
La Jolla Recreational Center

## Arte e monumenti

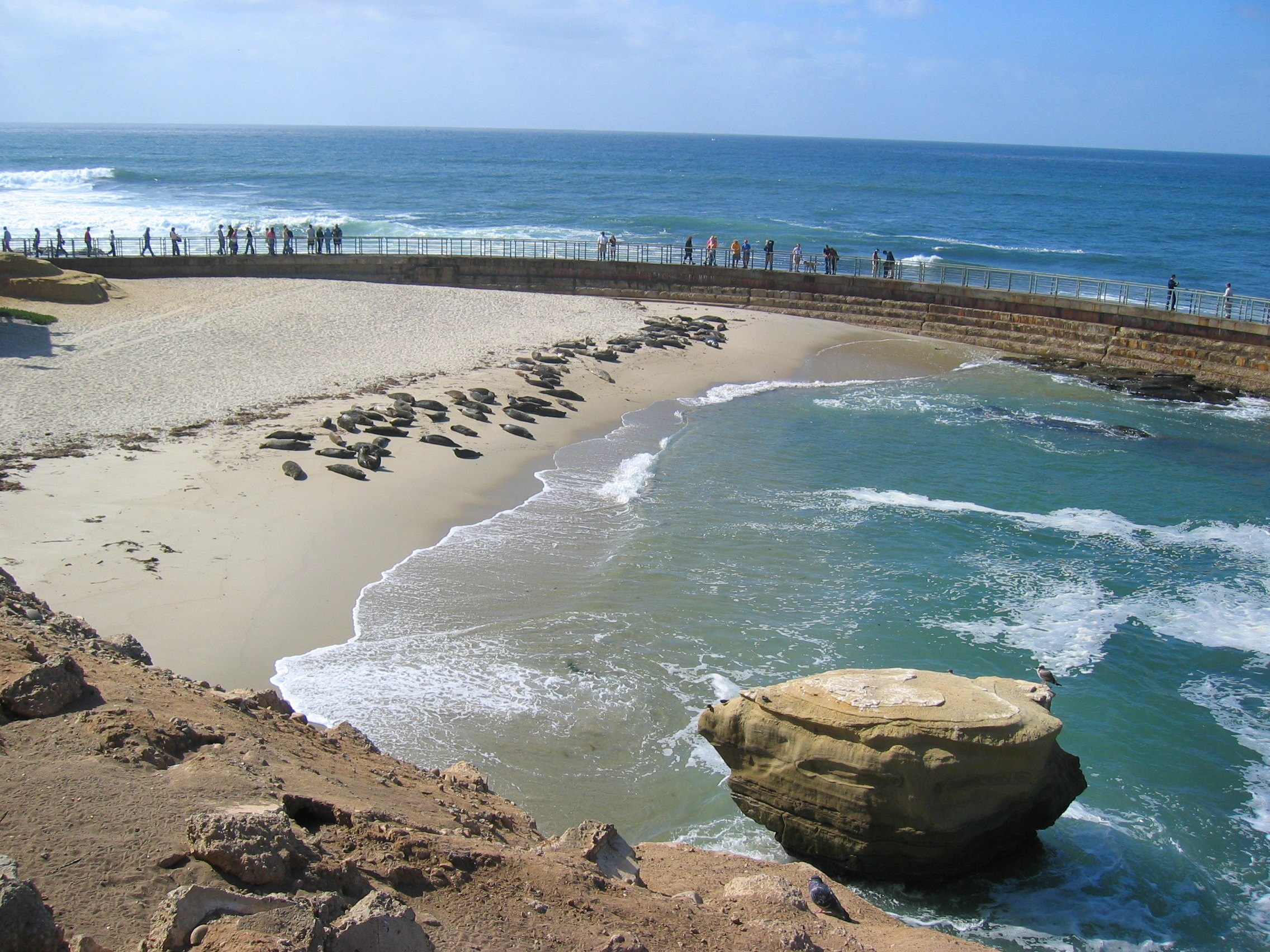
Pinnipedi spiaggiati nell'insenatura La Jolla Children's Pool.

Nel 1896 la giornalista Ellen Browning Scripps si stabilì a La Jolla, dove visse gli ultimi 35 anni della sua vita. Nubile e senza figli, utilizzò i ricavi della sua attività editoriale e l'eredità del fratello George in iniziative filantropiche. La Scripps commissionò la costruzione di molti degli edifici più importanti di La Jolla: La Jolla Woman's Club (1914), La Jolla Recreational Center (1915), i primi edifici della The Bishop's School, l'Old Scripps Building dello Scripps Institution of Oceanography, la Torrey Pines State Natural Reserve, lo Zoo di San Diego e la spiaggia La Jolla Children's Pool. Le sue donazioni servirono a fondare anche lo Scripps Memorial Hospital e l'attuale Scripps Research Institute.

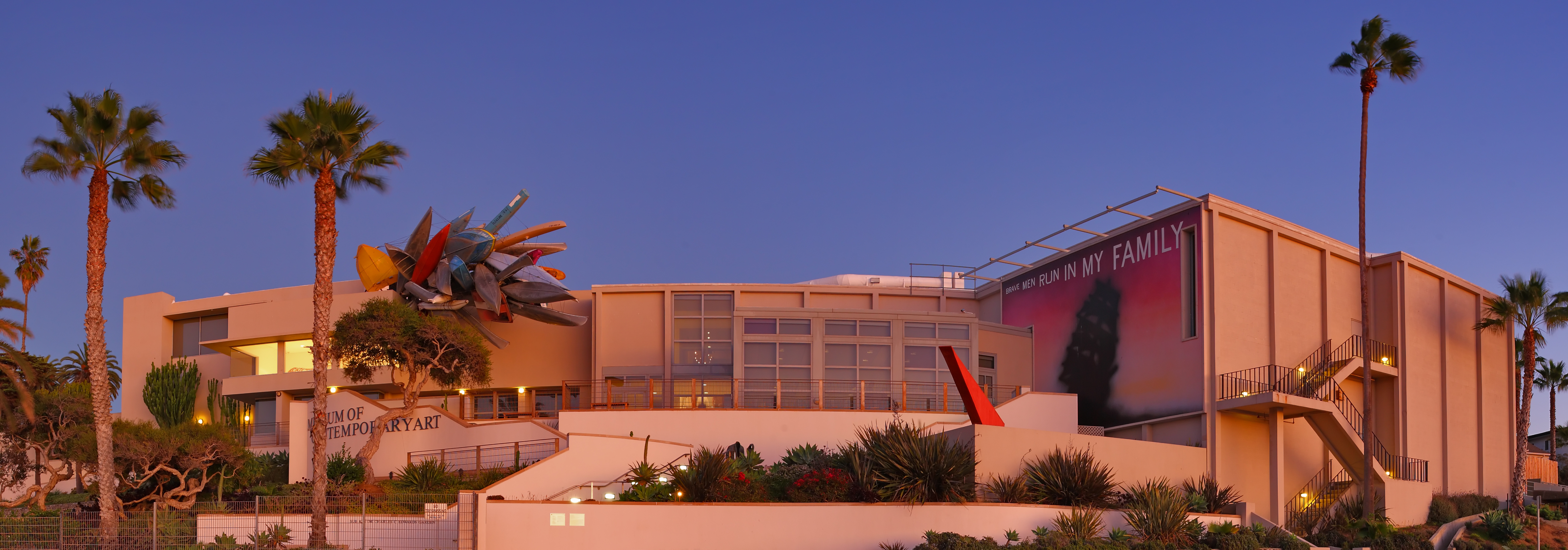
La Jolla Museum of Contemporary Art.

La sua casa privata, costruita nel 1915, ospita ora il Museum of Contemporary Art San Diego. Il museo venne fondato nel 1941 sotto il nome The Art Center in La Jolla e successivamente subì diverse ristrutturazioni e ampliamenti, l'ultima nel 1996. La collezione comprende oltre 4 000 opere realizzate dagli anni '50 in poi (dipinti, opere su carta, sculture, fotografie, installazioni video, oggetti di design): un programma artistico innovativo che incoraggia gli artisti emergenti e promettenti e riconosce gli artisti affermati il cui lavoro merita più visibilità.
Il La Jolla Playhouse, un teatro professionale non-profit, venne fondato nel 1947 da Gregory Peck, Dorothy McGuire e Mel Ferrer. Ora è composto da tre teatri: il Mandell Weiss Theatre (1983), il Mandell Weiss Forum (1991) e il Potiker Theater (2005).

## Sport

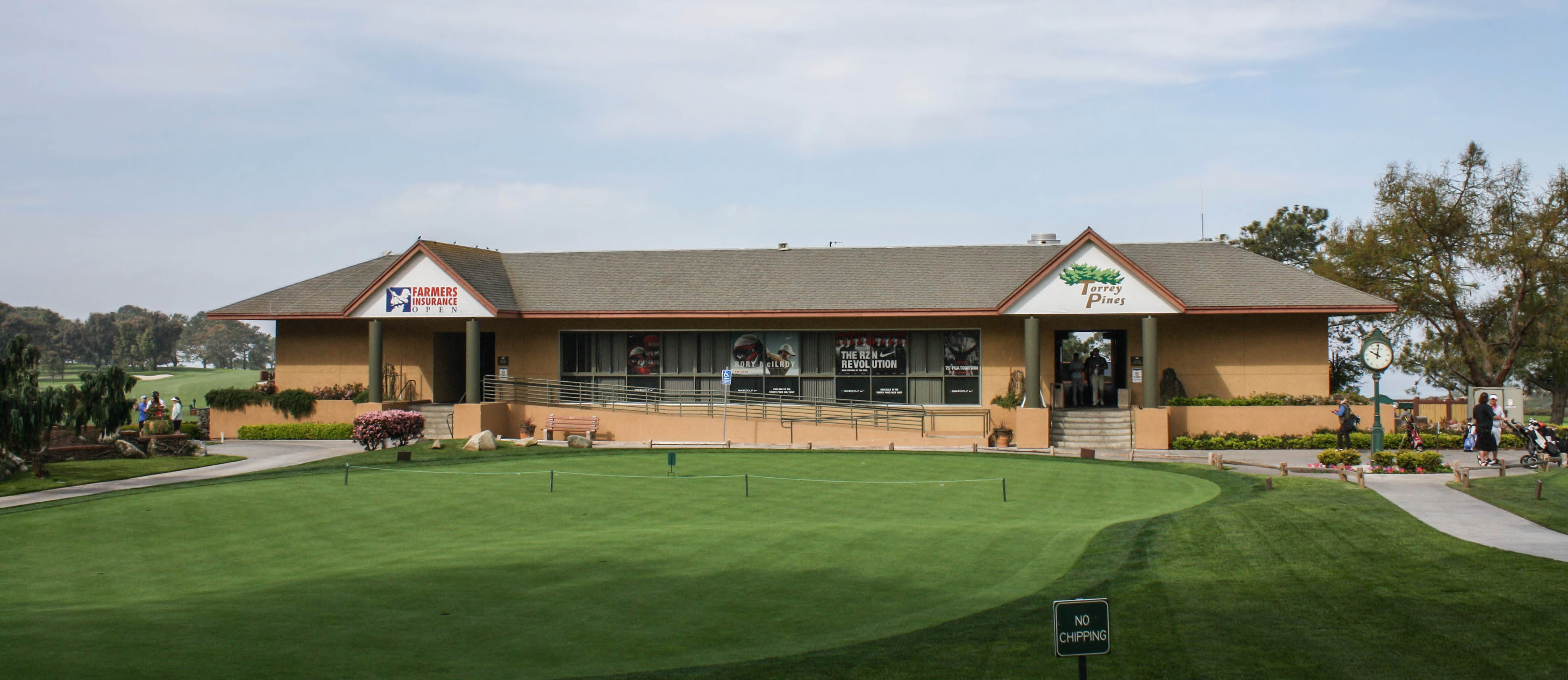
Torrey Pines Golf Course

La Jolla è sede del campo da golf Torrey Pines Golf Course, una struttura pubblica a 36 buche, che ogni anno, a gennaio o febbraio, ospita il Farmers Insurance Open, torneo che si svolge nell'ambito del PGA Tour. Nel 2008 il Torrey Pines ospitò gli U.S. Open di golf. Inoltre, nel 2004, La Jolla ha ospitato la Holiday Cup di pallanuoto.